# 로미오와 줄리엣 (프로코피예프)

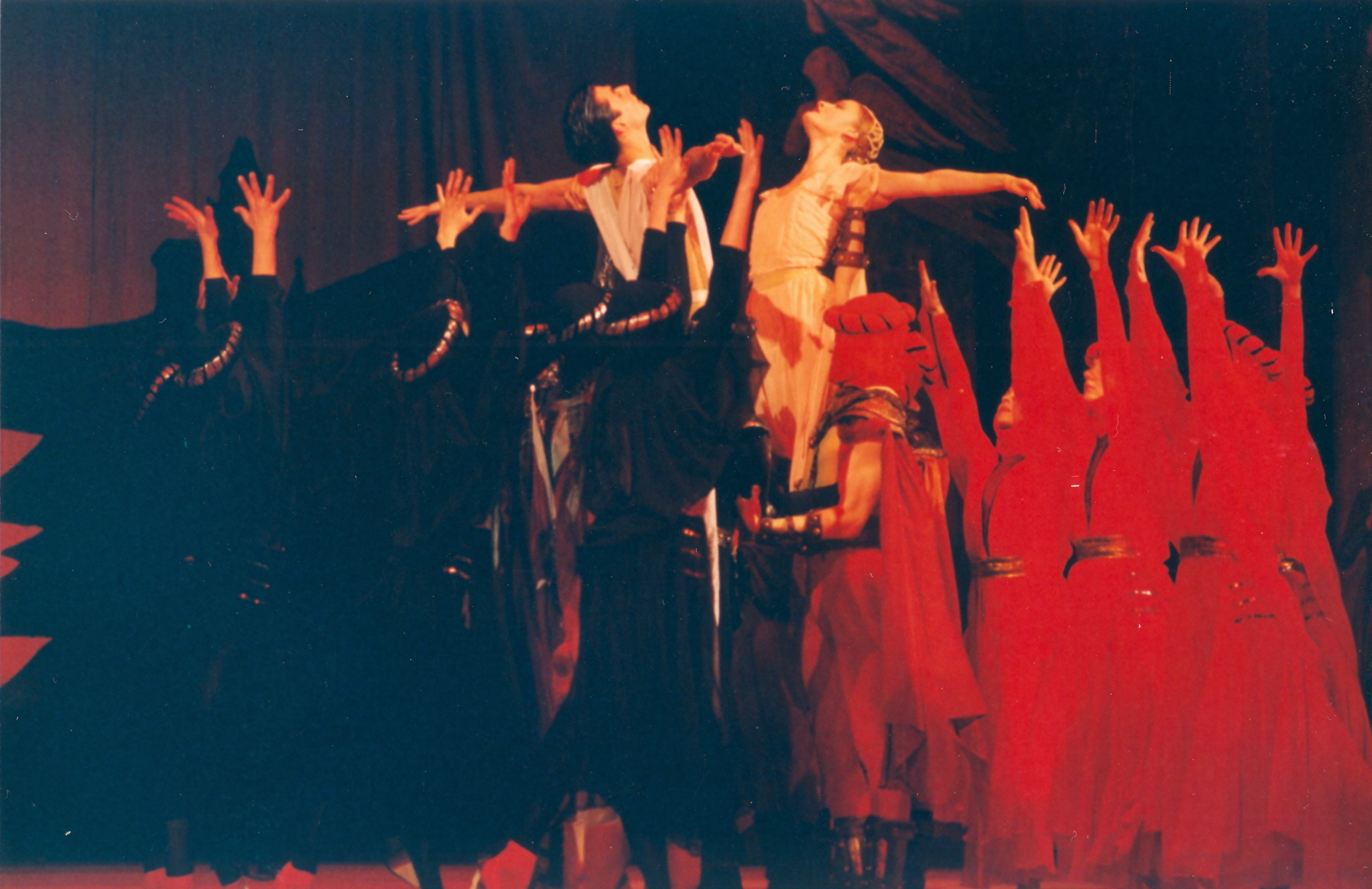

《로미오와 줄리엣, 작품번호 64》(러시아어: Ромео и Джульетта)은 세르게이 프로코피예프의 발레 음악이다. 윌리엄 셰익스피어의 희곡 로미오와 줄리엣을 각색한 것이다. 음악만을 따로 모아서 관현악 모음곡과 피아노곡으로 편곡도 하였다. 52곡으로부터 구성된 4막 8장의 발레 음악을 1935년에서 1936년에 걸쳐 작곡하였으나, 예정되어 있던 레닌그라드 발레 학교 설립 200주년 공연이 혹평을 받아 계약이 철회되었다. 연주회용 모음곡은 전곡에서 7곡을 선정하여, 1936년에 발표하였다. 1937년에 7곡을 발췌한 제2 모음곡을, 1944년에는 6곡으로 구성된 제3 모음곡을 엮었다.

## 배경
감독 세르게이 라들로프와 극작가 아드리안 표트로프스키와 협력하여, 1935년에 발레 대본 초안을 만들고 작곡하였다. 셰익스피어의 극의 결말과는 매우 다른 해피엔딩으로 4개의 막으로서 대본을 완성하였는데, 발레판은 무대에 오르지 못하였다. 1936년 초반 프라브다에서 쇼스타코비치의 두 작품을 비난하는 기사로 인해, 작곡가들을 두렵게 만들었으며, 스탈린 치하 소련의 창조적인 분위기를 바꾸었다. 프로코피예프와 공동 저자는 대본을 수정하고 전통적인 비극적인 결말을 도입하였다.
초연은 몇 년 만에 이루어졌다. 1934년에 위임한 키로프 극장과의 원래 계약은 맺어지지 않았다. 작품이 처음 제출된 모스크바의 볼쇼이 극장에서는 1936년에 반민주주의, 형식주의자 실험에 대한 이데올로기 캠페인 후에 성명을 취소하였다. 초연은 결국 작곡가가 없는 상태에서 1938년 12월에 체코 브르노에서 개최되었다. 소련 초연은 1940년 1월에 레닌그라드의 키로프 극장에서 행해졌다. 브르노에서 대 성공 후, 작곡가의 이의에도 안무가 레오니드 라브롭스키는 해당 악보를 대폭 수정하였다. 이 공연은 스탈린상을 수상하였다.
라브롭스키의 개정판은 1946년 모스크바의 볼쇼이 극장에서 올렸다. 1955년, 모스필름(MosFilm)은 요약된 영화판을 개봉하였다. 존 크랑코는 1962년, 케네스 맥밀런은 1965년, 루돌프 누레예프는 1972년에 새 발레를 창안하였다.

## 악기 편성
- 목관악기: 피콜로, 플루트2, 오보에2, 잉글리시 호른, 클라리넷2, 내림 마조 클라리넷, 베이스 클라리넷, 테너 색소폰, 바순2, 콘트라바순
- 금관악기: 호른6, 트럼펫3, 코넷, 트롬본3, 튜바
- 타악기: 팀파니, 글로켄슈필, 실로폰, 탬버린, 트라이앵글, 마라카스, 우드블록, 심벌즈, 큰북, 작은북, 종(가[A]음)
- 건반악기: 피아노, 첼레스타, 오르간
- 현악기: 만돌린2, 하프2, 현5부 (비올라 다모레는 비올라로 대체 가능)

## 참고
2시간이 넘는 작품이라, 발레 전곡판의 음반은 적고, 모음곡 단위에서의 연주와 이야기 순서대로 늘어놓아 바꾼 독자적인 발췌판을 수록한 것이 많다.